# Нововаршавський район
Нововаршавський район (рос. Нововаршавский район) — муніципальне утворення у Омській області.

## Адміністративний устрій
- Большегривське міське поселення
- Нововаршавське міське поселення
- Бобринське сільське поселення
- Єрмаковське сільське поселення
- Заріченське сільське поселення
- Ізумруднінське сільське поселення
- Новоросійське сільське поселення
- Победовське сільське поселення
- Русановське сільське поселення
- Слав'янське сільське поселення
- Черлацьке сільське поселення